# Ален Авдич
Ален Авдич (босн. Alen Avdić, нар. 3 квітня 1977, Сараєво) — боснійський футболіст, що грав на позиції півзахисника.
Виступав, зокрема, за клуби «Сараєво» та «Сараєво», а також національну збірну Боснії і Герцеговини.

## Клубна кар'єра
У дорослому футболі дебютував 1995 року виступами за команду клубу «Челік» (Зеніца), в якій провів один сезон, взявши участь лише у 1 матчі чемпіонату. Своєю грою за цю команду привернув увагу представників тренерського штабу клубу «Сараєво», до складу якого приєднався 1996 року. Відіграв за команду з боснійської столиці наступні два сезони своєї ігрової кар'єри.
Згодом з 1998 по 2001 рік грав у складі команд клубів «Сакар'яспор», «Серкль», «Сараєво» та «Хемніцер».
2001 року уклав контракт з клубом «Сувон Самсунг Блювінгз», у складі якого провів наступні два роки своєї кар'єри гравця.
Протягом 2002—2004 років захищав кольори клубів «Авіспа Фукуока», «Сараєво» та «Ляонін Хувін».
З 2004 року знову, цього разу два сезони захищав кольори команди клубу «Сараєво». У складі «Сараєва» був одним з головних бомбардирів команди, маючи середню результативність на рівні 0,43 гола за гру першості.
З 2006 року два сезони захищав кольори команди клубу «Саба Баттері». Більшість часу, проведеного у складі «Саба Баттері», був основним гравцем команди. Протягом 2008—2009 років захищав кольори команди клубу «Барг» (Шираз).
2009 року повернувся до клубу «Сараєво», за який відіграв 2 сезони. Граючи у складі «Сараєва» також здебільшого виходив на поле в основному складі команди. У другому матчі третього кваліфікаційного раунду Ліги Європи УЄФА проти «Гельсінгборга» відзначився другим голом (у тому матчі) у футболці боснійського клубу. Основний час поєдинку завершився з рахунком 2:1 на користь «Сараєва», а в серії післяматчевих пенальті з рахунком 5:4 перемогу святкував також боснійський клуб. Завершив професійну кар'єру футболіста виступами за команду «Сараєво» у 2011 році.

## Виступи за збірну
10 березня 1999 року дебютував у складі національної збірної Боснії і Герцеговини у товариському матчі проти Угорщини. Того ж року у футболці національної збірної зіграв ще 2 поєдинки, після чого до її лав більше не викликався.

## Статистика виступів

### Клубна статистика
| Клубні виступи       | Клубні виступи         | Клубні виступи       | Ліга   | Ліга   |
| Сезон                | Клуб                   | Ліга                 | Матчі  | Голи   |
| Боснія і Герцоговина | Боснія і Герцоговина   | Боснія і Герцоговина | Ліга   | Ліга   |
| -------------------- | ---------------------- | -------------------- | ------ | ------ |
| 1995–96              | Сараєво                | Прем'єр-ліга         | 0      | 0      |
| 1996–97              | Сараєво                | Прем'єр-ліга         | 0      | 0      |
| 1997–98              | Сараєво                | Прем'єр-ліга         | 0      | 0      |
| Туреччина            | Туреччина              | Туреччина            | Ліга   | Ліга   |
| 1998–99              | Сакарьяспор            | Суперліга            | 2      | 0      |
| Бельгія              | Бельгія                | Бельгія              | Ліга   | Ліга   |
| 1998–99              | Серкль (Брюгге)        | Другий дивізіон      | 19     | 3      |
| Боснія і Герцоговина | Боснія і Герцоговина   | Боснія і Герцоговина | Ліга   | Ліга   |
| 1999–00              | Сараєво                | Прем'єр-ліга         | 0      | 0      |
| Germany              | Germany                | Germany              | League | League |
| 2000–01              | Хемніцер               | Друга Бундесліга     | 12     | 0      |
| Республіка Корея     | Республіка Корея       | Республіка Корея     | Ліга   | Ліга   |
| 2001                 | Сувон Самсунг Блювінгз | К-Ліга               | 5      | 1      |
| 2002                 | Сувон Самсунг Блювінгз | К-Ліга               | 3      | 0      |
| Японія               | Японія                 | Японія               | Ліга   | Ліга   |
| 2002                 | Авіспа Фукуока         | Джей-ліга 2          | 24     | 10     |
| Республіка Корея     | Республіка Корея       | Республіка Корея     | Ліга   | Ліга   |
| 2003                 | Сувон Самсунг Блювінгз | К-Ліга               | 2      | 0      |
| Китай                | Китай                  | Китай                | Ліга   | Ліга   |
| 2004                 | Ляонін                 | Суперліга            | 16     | 7      |
| Боснія і Герцоговина | Боснія і Герцоговина   | Боснія і Герцоговина | Ліга   | Ліга   |
| 2004–05              | Сараєво                | Прем'єр-ліга         | 9      | 1      |
| 2005–06              | Сараєво                | Прем'єр-ліга         | 12     | 8      |
| Іран                 | Іран                   | Іран                 | Ліга   | Ліга   |
| 2006–07              | Саба Кум               | Про Ліга             | 19     | 6      |
| 2007–08              | Саба Кум               | Про Ліга             | 22     | 2      |
| 2008–09              | «Барг» (Шираз)         | Про Ліга             | 15     | 1      |
| Боснія і Герцоговина | Боснія і Герцоговина   | Боснія і Герцоговина | Ліга   | Ліга   |
| 2009–10              | Сараєво                | Прем'єр-ліга         |        |        |
| Країна               | Боснія і Герцоговина   | Боснія і Герцоговина | 21     | 9      |
| Країна               | Туреччина              | Туреччина            | 2      | 0      |
| Країна               | Бельгія                | Бельгія              | 19     | 3      |
| Країна               | Німеччина              | Німеччина            | 12     | 0      |
| Країна               | Республіка Корея       | Республіка Корея     | 10     | 1      |
| Країна               | Японія                 | Японія               | 24     | 10     |
| Країна               | Китай                  | Китай                | 16     | 7      |
| Країна               | Іран                   | Іран                 | 56     | 9      |
| Загалом              | Загалом                | Загалом              | 160    | 39     |

### Статистика виступів за збірну
| Дата       | Місто    | Господарі | Результат | Гості                | Турнір            | Голи | Примітки |
| ---------- | -------- | --------- | --------- | -------------------- | ----------------- | ---- | -------- |
| 10-3-1999  | Будапешт | Угорщина  | 1 – 1     | Боснія і Герцеговина | товариський матч  | -    |          |
| 15-6-1999  | Глазго   | Шотландія | 1 – 0     | Боснія і Герцеговина | Відбір до ЧЄ 2000 | -    |          |
| 15-10-1999 | Таллінн  | Естонія   | 1 – 4     | Боснія і Герцеговина | Відбір до ЧЄ 2000 | -    |          |
| Усього     |          | Матчів    | 3         |                      | Голів             | 0    |          |